# Warcraft II: Tides of Darkness
Warcraft II: Tides of Darkness – strategiczna gra czasu rzeczywistego wydana w 1995 roku przez firmę Blizzard, będąca drugą częścią cyklu Warcraft. Akcja gry rozgrywa się w fantastycznym świecie Azeroth zamieszkiwanym przez orków i ludzi. Kanwą gry jest walka tych dwóch nacji, w której można opowiedzieć się po każdej ze stron konfliktu. Gra została przeportowana przez Electronic Arts na PlayStation i Segę Saturn. Ze względu na specyfikę konsoli brak w tym wydaniu opcji gry wieloosobowej. 

## Fabuła
W tej części gry naród Azeroth, pokonany przez orków, ucieka przez Wielkie Morze do Lordaeron, szukając pomocy u władcy tej krainy. Zostaje zawiązane Przymierze Lordaeron, do którego dołączają się także elfy i krasnoludy, a którego celem jest wypędzenie hordy orków z Azeroth z powrotem do ich macierzystego świata, Draenoru. Czy im się to uda, czy też Horda podbije cały kontynent - to zależy od gracza.

## Rasy
W grze występują dwie rasy: Human (ludzie) oraz Orcs (orkowie). Jednostki obu ras różnią się wyglądem oraz: 
- dostępnymi zaklęciami.
- parametrami jednostek (dotyczy ulepszeń do jednostek rangers i berseker).

## Jednostki
Każda rasa może werbować jednostki w koszarach (4 różne typy), portach (5 różnych typów), urodziskach gryfów lub smoków (1 typ) oraz 2 typy w wieżach wynalazków (Gnomish Inventor w przypadku rasy ludzi i Goblin Alchemist w przypadku orków).
Oprócz tego: Death Knight może zamieniać poległe jednostki w ożywione szkielety.
W grze występują również bohaterowie, których nie można werbować w żadnej z budowli.

## Surowce
W grze występują trzy surowce: złoto, drewno i ropa. Dodatkowo gracz musi wyżywić swoje jednostki budując farmy (jedna farma pozwala rekrutować cztery nowe jednostki).

## Warcraft II Expansion Set
W 1996 roku Blizzard wydał rozszerzenie do gry pod nazwą Warcraft II Expansion Set. Dodatek zawiera 24 nowe misje, które składają się na dwie kampanie, po jednej dla ludzi i orków. W grze poprawiono także kilka błędów, poprawiono niektóre algorytmy, zmieniono także nieznacznie wygląd krainy Draenor. Poziom trudności jest też wyższy niż w podstawowej wersji gry.

## Warcraft II Battle.net Edition
Warcraft II Battle.net Edition to wydana w 1999 roku wersja gry. Podczas gdy wcześniejsze części Warcraft były przeznaczone dla systemu DOS, ta wersja jest przeznaczona dla Windows. Zawiera wszystkie elementy Warcraft II: Tides of Darkness i dodatku Warcraft II: Beyond the Dark Portal oraz wprowadza możliwość grania w trybie wieloosobowym przez Battle.net.
Najważniejszymi możliwościami w tej części są: ladder i statystyki gracza. To pierwsze to wirtualny ranking uzależniony od wyników w tymże trybie gry - na kilku mapach. Statystyki gracza zaś obrazują ile ma on zwycięstw i porażek na wszystkich (także tych robionych przez samych graczy) mapach.